# María Sánchez de Thompson
María Josepha Petrona de Todos los Santos Sánchez de Velasco y Trillo, més coneguda com a Mariquita Sánchez, (Buenos Aires, 1 de novembre de 1786 – 23 d'octubre de 1868) va ser una patriota argentina. És àmpliament recordada en la tradició històrica argentina perquè la Marxa Patriòtica (actual Himne Nacional de l'Argentina) va ser cantada per primera volta a casa seva, el 25 de maig de 1854.

## Biografia

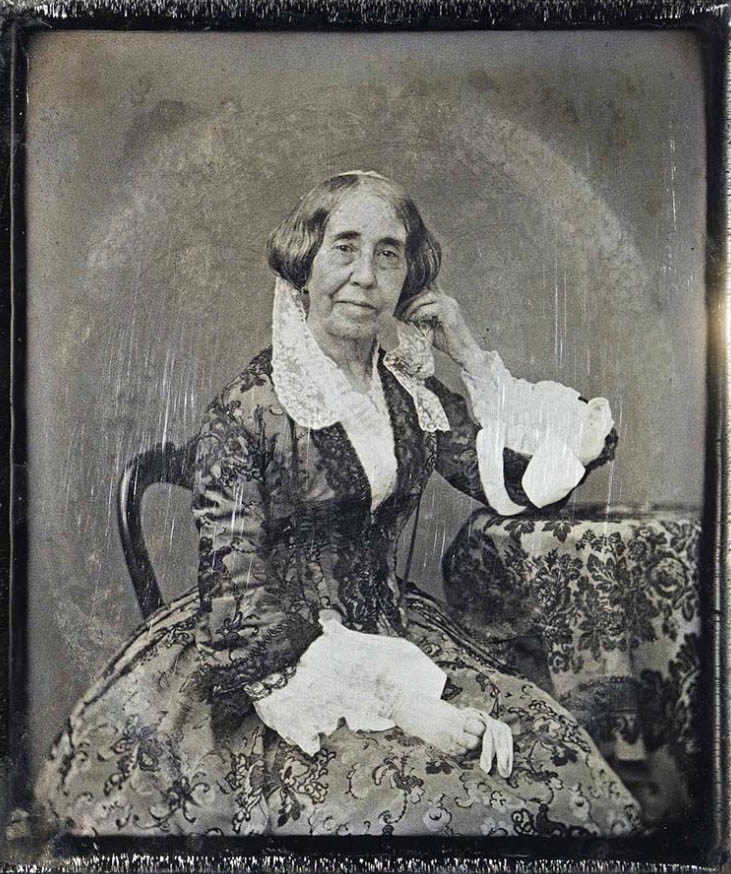
María Sánchez el 1854.

El seu origen i els seus dos matrimonis li van assegurar una posició social de primera línia. Va omplir moltes pàgines de la història i va esdevenir un símbol de la dona argentina per la brillantor del seu acompliment i la franquesa de les seves actituds.
Nascuda a Buenos Aires el 1r de novembre de 1786, era filla del granadí Cecilio Sánchez de Velasco i la portenya Magdalena Trillo. Abans de fer quinze anys es va enamorar de Martín Thompson, i s'hi va comprometre en contra de l'opinió dels seus pares. Tossuda, es va presentar al virrei Rafael de Sobremonte perquè deixés sense efecte els arranjaments que havia fet la mare (el pare ja havia mort) per casar-la amb Diego del Arco. Prop d'un any després d'haver començat el judici, Thompson i Sánchez van obtenir l'autorització per a casar-se i es van casar el 29 de juliol de 1805.

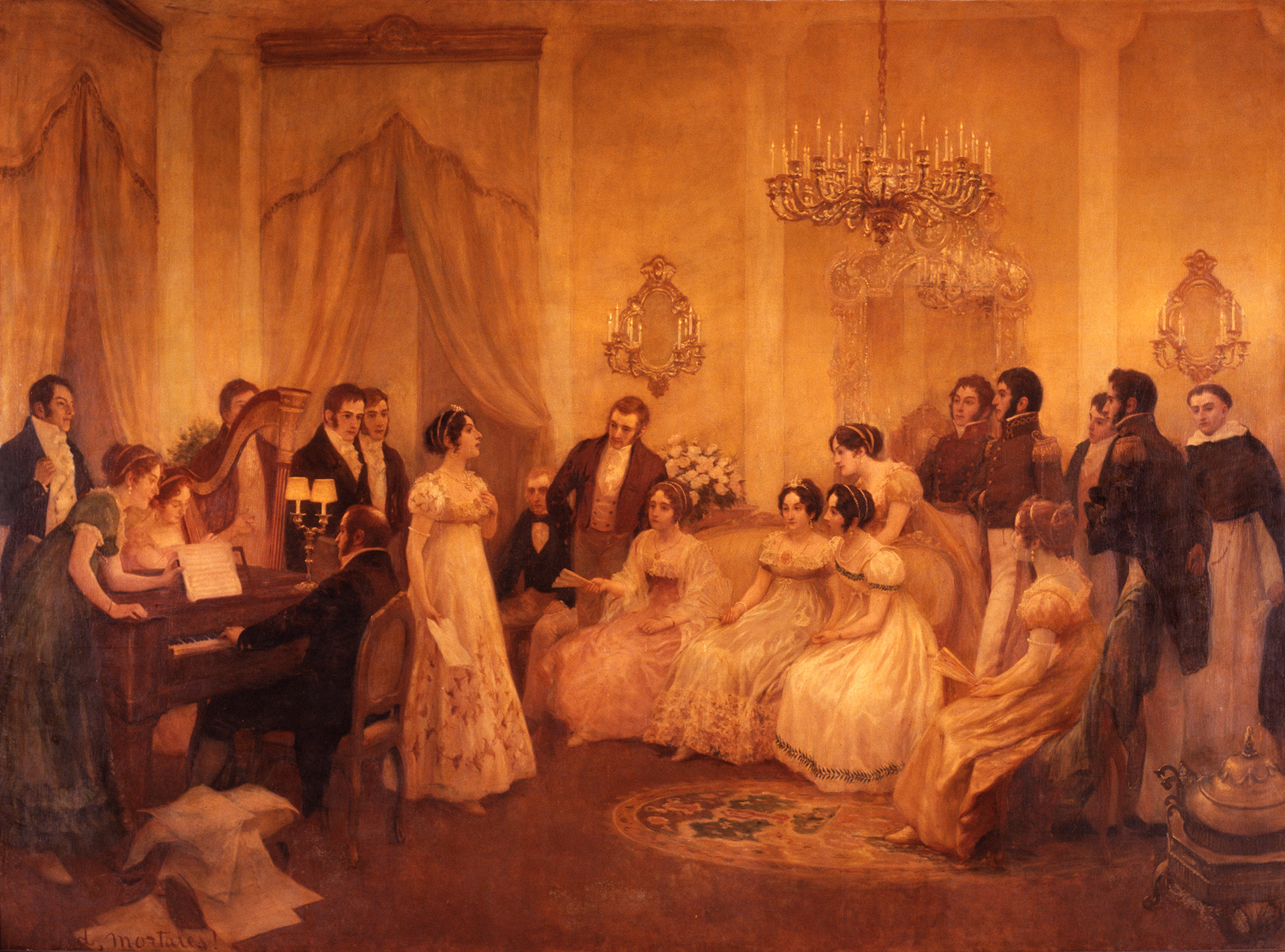
L'Himne Nacional Argentí s'interpretà per primera volta a casa de María Sánchez.

A partir d'aquell moment, la vida de Marieta va estar lligada als esdeveniments públics. Va abraçar amb fervor la causa de la llibertat i va col·laborar amb totes les empreses patriòtiques de la Revolució de Maig. El seu domicili del carrer Unquera, més conegut per a tots com a «de l'Empedrat» o «del Correu»(actualment és al carrer Florida 200) va acollir les personalitats de l'època, atretes per l'hospitalitat graciosa i espiritual de la propietària. Els problemes més delicats hi eren debatuts, de la mateixa manera que es feia amb els temes literaris.
El 1812 va heretar la Quinta Los Ombúes, a San Isidro. En aquest cèlebre saló es va cantar per primera vegada la «Marxa Patriòtica», actualment l'Himne Nacional de l'Argentina, el 14 de maig de 1813. Aquesta casa va ser declarada Monument Històric Nacional l'any 2007 com a testimoniatge del passat local i nacional. Es va convertir en Museu Biblioteca i Arxiu Històric de San Isidro Doctor Horaci Beccar Varela, que va disposar que «en morir l'últim dels meus fills es cedeixi la propietat al municipi de San Isidro".
Va tenir cinc fills amb Thompson: Clementina el 1807, Juan el 1809, Magdalena el 1811, Florencia el 1810 i Albina el 1817. Aquest últim any (1817) va marcar una desgràcia: Thompson, enviat als Estats Units d'Amèrica, va embogir i va morir en el viatge de retorn.
El 1820, la vídua, molt admirada, va tornar a contraure matrimoni, aquesta vegada amb Washington de Mendeville, un francès expatriat. Van tenir moltes divergències. Mendeville podia dissimular les seves escapades per les missions diplomàtiques fora del país. Al capdeval van separar-se. A l'Argentina havia estat cònsol i molts anys més tard María va revelar, en una carta a Juan Bautista Alberdi, les misèries de la vida amb Mendeville. D'aquest matrimoni va tenir tres fills: Julio, Carlos i Enrique.
Quan el ministre Bernardino Rivadavia va fundar la Societat de Beneficència de Buenos Aires va requerir l'ajuda de María, una missió que va complir amb deler i molt succés. El 1823, en va ser una de les fundadores i primera secretària i per acabar presidenta entre 1830 i 1832. La Societat encomanava les escoles i col·legis de dones de tota la província de Buenos Aires i administrava hospitals i cases d'orfes.
Durant el govern de Juan Manuel de Roses va renunciar a aquesta Societat i es va exiliar a Montevideo, malgrat la vella amistat que hi tenia. Així doncs, va prendre partit pels opositors al règim, entre els quals hi havia el seu fill Juan i el seu espòs Mendeville que, en ser cònsol de França, mantenia conflictes diplomàtics amb Roses. Feia algun viatge a Buenos Aires, s'estava habitualment Montevideo
El 1846 va ser a Rio de Janeiro i l'any següent va tornar a Montevideo, on hi va romandre fins a la de la Batalla de Propietaris, que va acabar amb el règim de Roses.
Va retornar a Buenos Aires, separada de Mendeville. Sánchez parlava de l'Argentina com de «la terra de les meves llàgrimes», durant el seu exili. Va reprendre la seva labor en la Societat de Beneficència i el seu saló va tornar a brillar com adés. S'hi acollia acollint tothom que tingués a veure amb la cultura i el patriotisme. El 1866 i 1867 va presidir la Societat de Beneficència encara en plena capacitat intel·lectual, puix treballava i escrivia cartes admirables.
Mamita Mendeville, com la sobrenomenaven afectuosament els seus nets, va morir el 23 d'octubre de 1868 a Buenos Aires, als seus gairebé 82 anys d'edat.
En el llibre dels morts Catedral del Note, full 292, al 24 d'octubre de l'any 1868, s'indica:
| « | Es va donar llicència per sepultar el cadàver de Doña María S. de Mendeville de 83 anys d'edat, natural d'aquesta Ciutat domiciliat al carrer de La Florida número 123 vídua de Don Washington Mendeville que va morir el dia anterior segons el testimoniatge de Don Ricardo Lezica de vint-i-vuit anys d'edat. | » |

## Visió històrica

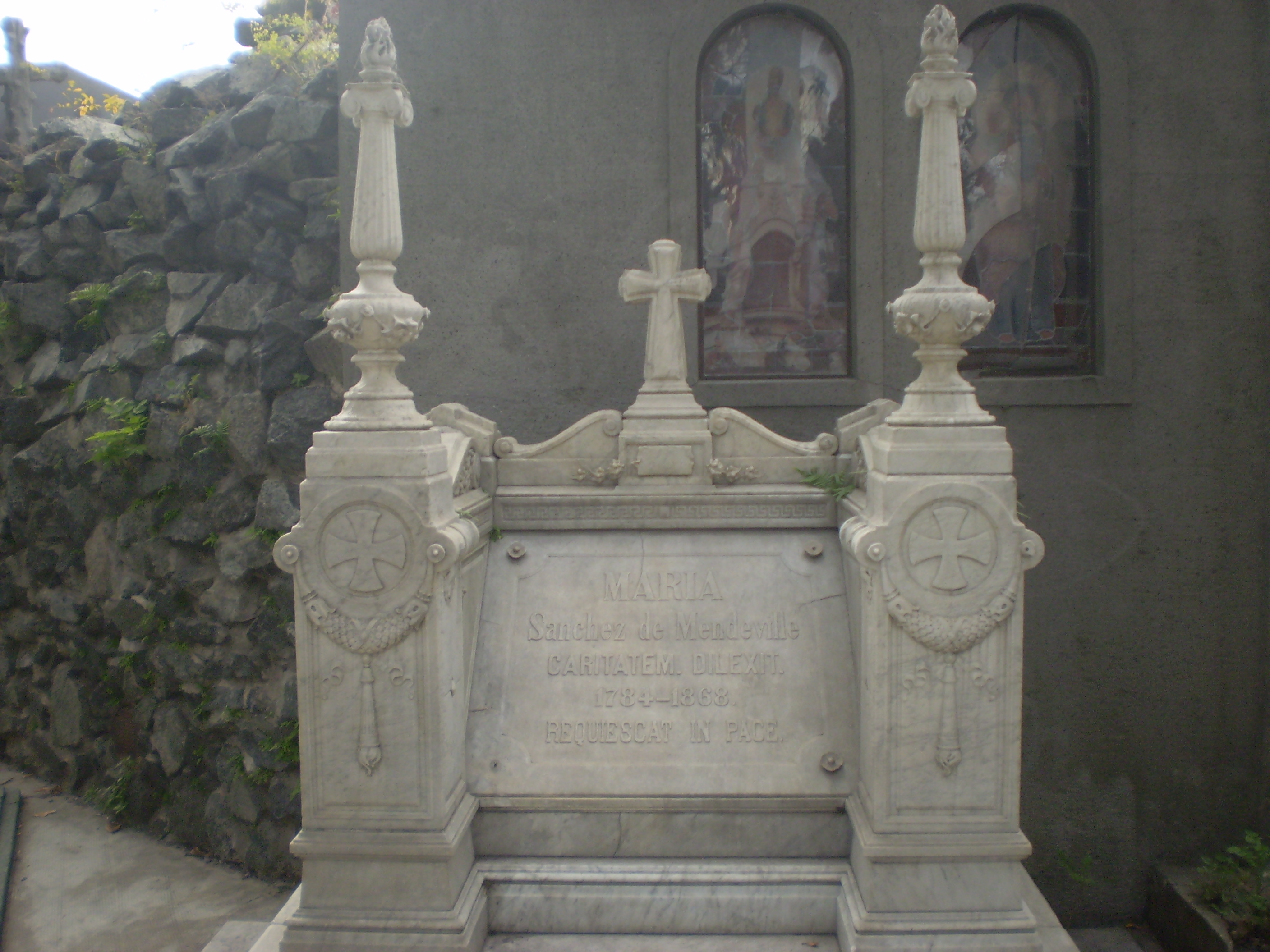
Tomba de María Sánchez de Thompson, al cementiri de la Recoleta.

Històricament s'ha representat María Sánchez com un personatge més en la història argentina, relegant-la al fet d'haver interpretat el 25 de maig de 1854 per primera vegada al seu cèlebre saló literari l'Himne Nacional de l'Argentina. Però en realitat, María Sánchez de Thompson va ser una de les primeres dones argentines políticament actives. Era cronista dels successos que van conformar després la història fundacional de la república argentina. Tenia consciència de la projecció històrica que podien tenir els seus escrits. En més d'una ocasió les seves actituds van ser considerades políticament incorrectes i fins i tot responia amb tàctiques retòriques agudes.
María Sánchez de Thompson ha estat considerada com a la figura femenina més activa en el procés revolucionari, com també, una de les observadores més aguda del procés polític posterior. A això va ajudar la seva llarga vida i la seva incessant capacitat de treball que li va permetre ser testimoni directe dels esdeveniments de l'època pàtria i dels viscuts durant les presidències de l'època constitucional. Així ho demostren els seus escrits, cartes familiars i el seu diari, que ha estat editat en 2003.
El seu retrat es troba al costat dels d'altres dones argentines rellevants al Saló Dones Argentines de la Casa Rosada de Buenos Aires.
Primer va ser enterrada a la volta dels Lezica; ara les seves despulles descansen al cementiri de la Recoleta.